# Запис миро Спасића крушка (Церова)
Запис миро Спасића крушка (Церова) се налази на парцели чији је власник Спасић Радојша.

## Локација
| Општина             | Пирот                                                                       |
| Катастарска општина | Церова                                                                      |
| Потес               | Брешковац                                                                   |
| Координате          | 43° 19′ 22″ С; 22° 29′ 08″ И / 43.322800000000001° С; 22.485499999999998° И |
| Надморска висина    | 693m                                                                        |

## Карактеристике
Дендрометријске вредности утврђене на терену и сателитским снимцима:
| Стабло                     | крушка |
| Висина стабла              | m      |
| Обим дебла                 | m      |
| Пречник крошње             | 10m    |
| Пречник дебла              | m      |
| Висина дебла до прве гране | m      |

## База записа
Запис је у оквиру Викимедија пројекта "Запис - Свето дрво" заведен под редним бројем 0949.